# بابازاهد (اندیکا)
بابازاهد، روستایی از توابع بخش چلو شهرستان اندیکا در استان خوزستان ایران است، بقعه‌ی بابازاهد گیلانی پیر مشترک و محترم طوایف منجزی و موری از ایل بختیاری در این روستا قرار دارد.	
این روستا شامل دو پارچه آبادی به نام‌های سَرِ پیر و کِفتِ گِلِه است که در دامنه‌ی کوهی به نام دِمِه قرار دارند.	
وجه تسمیه نام این روستا وجود آرامگاه شیخ علی اسماعیل گیلانی در آنجاست، شیخ علی اسماعیل گیلانی که احتمالا از مبلغان مذهبی صفویان در میان ایل‌مردمان بختیاری بوده به سبب زهد و پرهیزکاری‌اش در میان بختیاری‌ها به بابازاهد و بابازاهد گیلانی مشهور شده‌است.	

## جمعیت
این روستا در دهستان چلو قرار دارد و براساس سرشماری مرکز آمار ایران در سال ۱۳۸۵، جمعیت آن ۱۵۴ نفر (۲۴خانوار) بوده‌است.
اهالی این روستا، جز ایل‌مردمان بختیاری و از طایفه‌ی مُنجِزی و تیره‌ی هَلیلی هستند که از گذشته‌های دور در جرگه‌ی مریدان و هواخواهان بابازاهد گیلانی بوده‌اند.